# Biosatellite 1
Biosatellite 1 – amerykański satelita biologiczny, którego zadaniem było badanie skutków oddziaływania warunków panujących w przestrzeni kosmicznej na żywe organizmy. Pierwszy z trzech satelitów typu Biosatellite, został wyniesiony na orbitę w grudniu 1966 r.

## Budowa i działanie
Biosatellite 1 został zbudowany przez firmę General Electric dla należącego do NASA Ames Research Center. Satelita o masie 425 kg, składał się z dwóch podstawowych części: modułu orbitalnego wyposażonego m.in. w urządzenia zapewniające odpowiednie warunki dla eksperymentów na żywych organizmach a także oddzielanego modułu powrotnego za pomocą którego próbki z wynikami badań miały powrócić na Ziemię.

### Projekty badawcze

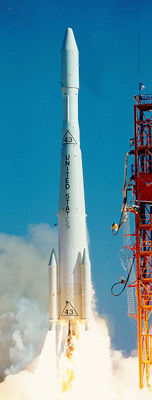
Start rakiety Delta G z satelitą Biosatellite 1, 14 grudnia 1966 roku

Głównym zadaniem satelity Biosatellite 1 było badanie skutków oddziaływania warunków panujących w przestrzeni kosmicznej na żywe organizmy. W tym celu przewidziano przeprowadzenie 13 projektów badawczych, wśród których były:
- Badanie zmian biochemicznych zachodzących w rozwijających się w stanie nieważkości siewkach zbóż[2].
- Grzyby Neurospora były poddawane w warunkach nieważkości działaniu promieniowania kosmicznego o różnych energiach. U grzybów poddanych promieniowaniu badane miały być mutacje chromosomów, przeżywalność a także tempo wzrostu[3].
- Chrząszcze, znane z żerowania na produktach spożywczych, we wczesnym stadium rozwoju w warunkach nieważkości poddano działaniu promieniowania kosmicznego[4].
- Wpływ działania promieniowania kosmicznego i stanu nieważkości na rozwój muszek owocowych[5].
- Wpływ stanu nieważkości na rozwój jaj żaby lamparciej[6].
- Wpływ stanu nieważkości na procesy fizjologiczne ameb z rodzaju Chaos[7].

## Misja
Misja rozpoczęła się 14 grudnia 1966 roku, kiedy rakieta Delta G wyniosła z kosmodromu Cape Canaveral Air Force Station na niską orbitę okołoziemską satelitę biologicznego Biosatellite 1. Po znalezieniu się na orbicie Biosatellite 1 otrzymał oznaczenie COSPAR 1966-114A.
Misja przebiegała zgodnie z planem do czasu kiedy nastąpiło oddzielenie się od satelity lądownika, którym na Ziemię miały powrócić próbki i wyniki przeprowadzonych eksperymentów. W wyniku awarii silnika rakietowego lądownik, zamiast rozpocząć deorbitację, pozostał na orbicie. Brak kontroli nad lądownikiem spowodował, że spłonął on w górnych warstwach atmosfery 15 lutego 1967 roku. Misję uznano za częściowo udaną, ponieważ pomimo utraty lądownika i wyników eksperymentów, pozostałe systemy satelity działały poprawnie, przez co można było powtórzyć badania w kolejnych misjach.